# Nikola Iliev
Nikola Iliev (en búlgaro: Никола Илиев; Ruse, Bulgaria, 6 de junio de 2004) es un futbolista búlgaro. Juega de delantero y su equipo es el PFC Botev Plovdiv de la Primera Liga de Bulgaria.

## Trayectoria
Comenzó su carrera en el PFC Botev Plovdiv, y fue promovido al primer equipo en la temporada 2019-20. Debutó con el club el 29 de septiembre de 2019 contra el Slavia Sofia.
En junio de 2020 fichó por el Inter de Milán por cuatro años. Estuvo en su cantera y en agosto de 2023 regresó a Bulgaria tras ser cedido al F. C. CSKA 1948 Sofia. Después de la cesión volvió al PFC Botev Plovdiv.

## Selección nacional
Es internacional en categorías inferiores con Bulgaria. Debutó con la selección absoluta el 23 de septiembre de 2022 en un partido de la Liga de Naciones de la UEFA 2022-23 ante Gibraltar que vencieron por cinco a uno.

## Estadísticas
Actualizado al último partido disputado el 31 de mayo de 2024.
| Club                           | Div.          | Temporada     | Liga  | Liga  | Copas nacionales | Copas nacionales | Copas internacionales | Copas internacionales | Total | Total |
| Club                           | Div.          | Temporada     | Part. | Goles | Part.            | Goles            | Part.                 | Goles                 | Part. | Goles |
| ------------------------------ | ------------- | ------------- | ----- | ----- | ---------------- | ---------------- | --------------------- | --------------------- | ----- | ----- |
| PFC Botev Plovdiv Bulgaria     | 1.ª           | 2019-20       | 2     | 0     | 1                | 0                | ―                     | ―                     | 3     | 0     |
| F. C. CSKA 1948 Sofia Bulgaria | 1.ª           | 2023-24       | 22    | 1     | 3                | 0                | ―                     | ―                     | 25    | 1     |
| F. C. CSKA 1948 Sofia Bulgaria | Total club    | Total club    | 22    | 1     | 3                | 0                | 0                     | 0                     | 25    | 1     |
| PFC Botev Plovdiv Bulgaria     | 1.ª           | 2024-25       | 0     | 0     | 0                | 0                | 0                     | 0                     | 0     | 0     |
| PFC Botev Plovdiv Bulgaria     | Total club    | Total club    | 2     | 0     | 1                | 0                | 0                     | 0                     | 3     | 0     |
| Total carrera                  | Total carrera | Total carrera | 24    | 1     | 4                | 0                | 0                     | 0                     | 28    | 1     |
| 1.                             |               |               |       |       |                  |                  |                       |                       |       |       |